# ۱۶۵ (عدد)
۱۶۵ (عدد)

عدد ۱۶۵ به صورت لاتین

۱۶۵(صد و شصت و پنج) یک عدد طبیعی است که بعد از ۱۶۴ و قبل از ۱۶۶ قرار دارد.